# Drill (EP)
Drill è il primo EP del gruppo musicale britannico Radiohead, pubblicato il 5 maggio 1992 dalla Parlophone.

## Descrizione
Con questo CD i Radiohead debuttano al 101º posto della classifica inglese. È considerata una rarità tra i fan della band e non è facile da rintracciare.
Tutte le tracce di questo EP sono state registrate come demo presso il Courtyard Studio di Oxon e il gruppo ha cambiato il loro nome da On A Friday in Radiohead solo il mese successivo alla registrazione, prodotta da Chris Hufford e mixata da Timm Baldwin.
Le tracce Prove Yourself, Thinking About You e You verranno registrate nuovamente per l'inserimento nel primo album dei Radiohead, Pablo Honey (1993). La traccia Thinking About You proviene dalla demo Manic Hedgehog, mentre You è in una nuova versione rispetto all'originale presente nella demo.

## Tracce
1. Prove Yourself – 2:32
2. Stupid Car – 2:21
3. You – 3:22
4. Thinking About You – 2:17